# WSO2 Mashup Server
El WSO2 Mashup Server (Servidor de Mashups de WSO2) es una plataforma de mashup de código abierto que aloja mashups basados en JavaScript. Está basado en Axis2 Apache y otros proyectos de código abierto y proporciona a los autores de JavaScript la capacidad de consumir, componer y emitir servicios web, feeds RSS, páginas web scraped, correo electrónico y mensajes instantáneos. El código fuente está disponible bajo la licencia abierta licencia Apache. Proporciona una plataforma de tiempo de ejecución para el desarrollo e implementación de mashups. Puede descargarse e instalarse localmente o dentro de una organización.
El servidor de Mashup WSO2 es centrado en servicios web en tanto que cada mashup expone un nuevo servicio web, que puede ser consumido por otros mashups, clientes de servicios web o páginas web de estilo AJAX. La creación de aplicaciones seguras de servicios web las convierte en una tecnología atractiva dentro de las organizaciones que implementan una arquitectura orientada a servicios (service-oriented architecture, SOA) y de mashup de negocios.
Hasta la fecha, es la única plataforma de composición de código abierto disponible para los desarrolladores de mashups.

## JavaScript como un lenguaje de composición de mashup
Los Mashups se componen utilizando JavaScript del lado del servidor en el servidor de Mashup WSO2. Un conjunto de extensiones del lenguaje que junto con E4X proporciona funciones específicas de dominio, como;
- Llamar a otros servicios web SOAP/REST,
- Feeds RSS/Atom feed de lectura y escritura,
- Web scraping,
- Publicación basada en APP,
- Programación de tareas periódicas,
- Correo electrónico y
- IM

### Un Hola mundo
```
   
function
 
hello
()
 
{

       
return
 
"Hello World"
;

   
}

```

### Llamada a un servidor webSOAP
```
   
function
 
invokeGetVersionService
(){

       
var
 
version
 
=
 
new
 
WSRequest
();

       
var
 
options
 
=
 
new
 
Array
();

       
options
.
useSOAP
 
=
 
1.2
;

       
options
.
useWSA
 
=
 
1.0
;

       
options
.
action
 
=
 
"http://services.mashup.wso2.org/version/ServiceInterface/getVersionRequest"
;

       
var
 
payload
 
=
 
null
;

       
var
 
result
;

       
try
 
{

           
version
.
open
(
options
,
"http://localhost:7762/services/system/version"
,
 
false
);

           
version
.
send
(
payload
);

           
result
 
=
 
version
.
responseE4X
;

       
}
 
catch
 
(
e
)
 
{

           
system
.
log
(
e
.
toString
(),
"error"
);

           
return
 
e
.
toString
();

       
}

       
return
 
result
;

   
}

```

### Trabajar con feeds
```
   
// Creating an RSS 2.0 feed and writing it to file.

  
function
 
createRssFeed
(){

   
// Creating the Feed

   
var
 
feed
 
=
 
new
 
Feed
();

   
feed
.
feedType
 
=
 
"rss_2.0"
;

   
feed
.
title
 
=
 
"This is a test Feed"
;

   
feed
.
description
 
=
 
"This feed demonstrates the use of Feed host object to create an RSS 2.0 feed."
;

   
feed
.
link
 
=
 
"http://mooshup.com/rss20.xml"
;

   
// Creating Entries in the Feed

   
var
 
entry
 
=
 
new
 
Entry
();

   
entry
.
title
 
=
 
"This is a test entry."
;

   
entry
.
description
 
=
 
"This is a sample entry demonstrating the use of the Entry host object."
;

   
feed
.
insertEntry
(
entry
);

   
var
 
entry2
 
=
 
new
 
Entry
();

   
entry2
.
title
 
=
 
"This is another test entry."
;

   
entry2
.
description
 
=
 
"This is a sample entry demonstrating the use of the Entry host object."
;

   
// Adding a Media Module to the entry

   
var
 
mediaModule
 
=
 
new

   
MediaModule
(
"http://www.earthshots.org/photos/387.jpg"
);

   
mediaModule
.
copyright
 
=
 
"2007 Tad Bowman"
;

   
mediaModule
.
type
 
=
 
"image/jpeg"
;

   
mediaModule
.
thumbnail
 
=
 
"http://web.archive.org/web/http://www.earthshots.org/photos/387.thumb.jpg"
;

   
entry2
.
addMediaModule
(
mediaModule
);

   
feed
.
insertEntry
(
entry2
);

   
// Writing the newly created Feed to a File

   
var
 
result
 
=
 
feed
.
writeTo
(
"test-created-rss-feed.xml"
);

   
return
 
result
;

 
}

```

### Raspado Web (Web scraping)
```
 
function
 
webScrape
(){

   
var
 
config
 
=
 
<
config
>

                   
<
var
-
def
 
name
=
'response'
>

                       
<
html
-
to
-
xml
>

                           
<
http
 
method
=
'get'
 
url
=
'http://ww2.wso2.org/~builder/'
/>

                       
<
/html-to-xml>

                   
<
/var-def>

                
<
/config>;

   
var
 
scraper
 
=
 
new
 
Scraper
(
config
);

   
result
 
=
 
scraper
.
response
;

   
return
 
result
;

 
}

```

La sintaxis es idéntica a otra herramienta de raspado web (web scraping) de código abierto llamada web harvest.

### Trabajando con APP
```
 
function
 
persistAuthenticatedAppFeed
(){

   
// Creating an instance of APPClient

   
var
 
client
 
=
 
new
 
APPClient
();

   
// Creating an instance of AtomFeed

   
var
 
feed
 
=
 
new
 
AtomFeed
();

   
// Setting login credentials for the client

   
client
.
credentials
=
{
username
:
"you@email.com"
,
password
:
"xxx"
,
service
:
"blogger"
,
authtype
:
"google"
};

   
// Retrieving and online feed

   
feed
 
=
 
client
.
getFeed
(
"http://web.archive.org/web/http://blog.mooshup.com/feeds/posts/default"
);

   
// Getting an array of individual entries from the feed

   
var
 
entries
 
=
 
new
 
Array
();

   
entries
 
=
 
feed
.
getEntries
();

   
// Writing the retrieved feed to a file

   
feed
.
writeTo
(
"my-file-name.xml"
);

 
}

```

## Programación de tareas periódicas
```
 
// Scheduling a function to be executed every 2 seconds

 
var
 
uuid
 
=
 
system
.
setInterval
(
'myJavaScriptFunction("parameterValue")'
,
 
2000
);

 
// Stopping the above scheduled task

 
system
.
clearInterval
(
uuid
);

```

## Envío de correo electrónico (mensaje de correo-e)
```
  
function
 
sendEmail
(){

    
var
 
email
 
=
 
new
 
Email
(
"host"
,
 
"port"
,
 
"username"
,
 
"password"
);

    
var
 
file
 
=
 
new
 
File
(
"temp.txt"
);

    
email
.
from
 
=
 
"test@wso2.com"
;

    
email
.
to
 
=
 
"test@wso2.com"
;
 
// alternatively message.to can be an array of strings. Same goes for cc and bcc

    
email
.
cc
 
=
 
"test@wso2.com"
;

    
email
.
bcc
 
=
 
"test@wso2.com"
;

    
email
.
subject
 
=
 
"WSO2 Mashup server 1.0 Released"
;

    
email
.
addAttachement
(
file
,
 
"temp.txt"
);
 
// Optionally can add attachments, it has a variable number of arguments. each argument can be a File hostObject or a string representing a file.

                                            
// In this case we are sending two attachments (this demonstrates sending attachments using either a File Host Object or a path to the file).

    
email
.
text
 
=
 
"WSO2 Mashup server 1.0 was Released on 28th January 2008"
;

    
email
.
send
();

  
}

```

### Nota
- Esta obra contiene una traducción  derivada de «WSO2 Mashup Server» de Wikipedia en inglés, publicada por sus editores bajo la Licencia de documentación libre de GNU y la Licencia Creative Commons Atribución-CompartirIgual 4.0 Internacional.

- Datos: Q7955818